# Anna Jardfelt
Anna Jardfelt, född 1972, är en svensk ambassadör och generaldirektör. Sedan 2024 är hon generaldirektör vid Patent- och registreringsverket. 

## Biografi
Anna Jardfelt Melvin var ambassadör i Nairobi och sidoackrediterad till Seychellerna, Komorerna, FN:s miljöprogram (UNEP) och FN:s program för boende- och bebyggelsefrågor (UN-HABITAT) från 2017 till 2020. Hon har tidigare varit Sveriges representant i EU:s kommitté för utrikes- och säkerhetspolitik (Kusp) och chef för enheten för utrikes- och säkerhetspolitik vid EU-representationen i Bryssel. Hon har även varit chef för Utrikespolitiska institutet i Stockholm och tidigare bl.a tjänstgjort för OSSE:s högkommissarie för nationella minoriteter (HCNM) i Haag samt vid EU-representationen i Bryssel. Mellan 2020 och 2024 var Jardfelt ständig representant vid Sveriges representation vid de internationella organisationerna i Genève. År 2024 tillträdde hon som generaldirektör för Patent- och registreringsverket.